# پوکیلا
پُوکّیلا (به فنلاندی: Pukkila) یک منطقهٔ مسکونی در فنلاند است که در اوسیما واقع شده‌است.